# Philodendron strictum
Philodendron strictum är en kallaväxtart som beskrevs av George Sydney Bunting. Philodendron strictum ingår i släktet Philodendron och familjen kallaväxter. Inga underarter finns listade.